# Firmin Didot
Firmin Didot (1764-1836) (Paris, 14 de Abril de 1764 † Mesnil-sur-l'Estrée, 24 de Abril de 1836) foi gravador, impressor e tipógrafo francês, o mais célebre da família de impressores franceses. Segundo filho de François-Ambroise Didot (1730-1804), trabalhou com seu irmão Pierre Didot (1761-1853) na Firmin Didot Frères Impressores e Livreiros, e também no aperfeiçoamento da técnica, distinguindo-se sobretudo como gravador e fundidor. Foi editor da obra de Camões em português (1817), da Tábua de Logaritmos do engenheiro francês Jean-François Callet e da trilogia Viagem Pitoresca e Histórica ao Brasil, de Jean-Baptiste Debret, publicada entre 1834 e 1839.

## Obras
- Bucólicas de Virgílio, 1806
- Idylles de Teócrito, 1833
- Observation sur l'orthographe française ou ortografie française
- Uma tragédia de Aníbal

## Família Didot
- François Didot (1689-1757)
- François-Ambroise Didot (1730-1804)
- Pierre-François Didot (1731-1795)
- Pierre Didot (1761-1853)
- Henri Didot (1765-1852)
- Saint-Léger Didot (1767-1829)
- Pierre-Nicolas-Firmin Didot (1769-1836)
- Ambroise-Firmin Didot[2] (1790-1876)
- Hyacinthe-Firmin Didot (1794-1880)
- Jules Didot (1794-1871)
- Edouard Didot (1797-1825)
- Alfred Firmin-Didot[3] (1828-1913)